# Cinema di genere
Il cinema di genere è un'etichetta con cui si definisce spesso un certo tipo di cinematografia popolare che faceva uso di elementi fantastici, comici, grossolani o volgari, amati particolarmente dalla massa popolare e che erano considerati di qualità minore e generalmente inferiori dall'élite costituita dalle persone colte.

## Antonomasia
Alcuni riconducono tale cinematografia ai film d'exploitation e ai B-movie, ma l'espressione deriva dalla presenza in questo filone di una distinzione netta tra diversi generi stereotipati: infatti l'espressione 'di genere' - che veniva già usata per le altre arti, non solo per il cinema - aveva originariamente un'accezione dispregiativa. L'espressione "cinema di genere" è stata spesso usata in contrapposizione a quella di "cinema d'autore" o "impegnato" o anche "cinema d'essai", caratterizzato da una ricerca di maggiore cura dei contenuti e della qualità, considerato rivolgersi a un pubblico più colto, in quanto quello di genere era ritenuto "commerciale" e troppo poco politicamente impegnato.

## Caratteristiche del cinema italiano di genere tra gli anni sessanta e ottanta
Dalla fine degli anni cinquanta il cinema italiano nel mondo iniziò ad avere un grande successo e riconoscimento ed una grossa distribuzione. Con questa fase si sviluppò sia il cinema d'arte, che veniva considerato il vero risultato di cui l'Italia avrebbe potuto vantarsi, che quello di genere, molto stimato all'estero ma che in Italia veniva fatto principalmente per sostenere economicamente il cinema d'arte. 
La caratteristica principale del cinema di genere italiano è il rifarsi al modello sviluppato nei decenni precedenti da Hollywood, modello canonizzato e di successo e di trasfonderlo nel cinema italiano adattandolo ai gusti del pubblico locale e soprattutto ai mezzi di produzione a propria disposizione.
Si pensi al genere peplum che, seppur in Italia aveva avuto già una sua stagione agli albori del cinema con ad esempio Quo vadis? di Enrico Guazzoni nel 1913 o Cabiria di Giovanni Pastrone del 1914, ebbe un incredibile sviluppo a partire dai kolossal hollywoodiani, spesso girati proprio a Cinecittà. Infatti, da tali produzioni venne assimilato il modello di successo e ripetuto in chiave italiana in tutte le sfumature possibili da quella comica (Totò contro Maciste del 1962) a quella horror (Maciste contro il vampiro del 1961 ed Ercole al centro della terra del 1963).
Talvolta, i generi o sottogeneri venivano creati ex novo tramite prestiti e contaminazioni tra generi differenti: così, per esempio, il Decamerotico. Appartengono al cinema di genere anche filoni cinematografici minori ma che hanno la stessa caratteristica di essere generati da un modello canonico riproposto più e più volte finché il pubblico non si stanca: per esempio, le commedie erotico-familiari, il cui capostipite è Grazie zia di Samperi, del 1968.

## Fortuna
L'affezione per un determinato genere mobilitava un grande pubblico, generalmente di modesta cultura cinematografica, e di solito i film prodotti venivano stroncati dalla critica italiana. Essi erano all'epoca ritenuti dalla critica, dal "cinema intellettuale", triviali, dozzinali e di poco pregio artistico. In parte ciò era vero in quanto una delle caratteristiche del cinema di genere era di ottenere il massimo riscontro commerciale con il minimo dei mezzi. Ne derivò l'accostamento ai film d'exploitation e ai B-movie. Col passar del tempo alcuni di questi film sono stati completamente rivalutati divenendo, per molti, opere di culto e veri capolavori.
Infatti, la scarsità di mezzi propria dell'industria cinematografica italiana in molti casi costringeva a invenzioni narrative o tecniche geniali e originali. Si pensi alla vena rivoluzionaria della trama di certi spaghetti western, o agli effetti speciali assolutamente artigianali di certi horror italiani (la scena dell'occhio trafitto in Zombi 2). La vena di originalità e inventiva permetteva di rinverdire certi filoni anche dopo l'ennesima replica, con soluzioni veramente geniali. Così, quando il filone degli spaghetti western si pensava fosse ormai al capolinea, ecco che comparve la vena comica e parodistica con la serie di Trinità, che diede immediatamente avvio a un nuovo filone, sempre rimanendo nell'ambito del genere.

## I generi sviluppatisi in Italia
Una possibile divisione del cinema di genere italiano prevede sette filoni principali, ma la casistica di sottogeneri e filoni che ne è scaturita è molto più ampia.
- Commedia all'italiana
- Commedia sexy all'italiana
- Decamerotico
- Giallo all'italiana
- Poliziottesco
- Protogiallo
- Western all'italiana
- Cinema italiano di spionaggio

Tale suddivisione in generi principali è parziale in quanto non considera molti altri generi popolari, come ad esempio i film horror all'italiana (Mario Bava, Lucio Fulci, Dario Argento, Joe D'Amato, Bruno Mattei, Lamberto Bava), la fantascienza e il peplum, o le commistioni tra generi come i poliziotteschi comici (come quelli della serie di Piedone o del Monnezza).
Il cinema italiano di fantascienza è spesso dimenticato, in quanto è stato per lo più un filone d'imitazione a basso costo del cinema statunitense e caratterizzato da una elevata contaminazione tra i generi (primo tra tutti l'orrore, ma anche molti altri, tra i quali la commedia, lo spionaggio, il satirico e perfino il peplum). Tali fenomeni di contaminazione ed imitazione sono comunque caratteristici di pressoché tutto il cinema di genere italiano.